# Ла Фокс, Айс
Айс Ла Фокс (англ. Ice La Fox), настоящее имя — Айс Д’Анджело (англ. Ice D'Angelo; род. 28 февраля 1983, Майами, Флорида) — американская порноактриса.

## Биография
Айс Ла Фокс — дочь порноактрисы и режиссёра Анджелы Ди’Анджело, родилась в Майами (штат Флорида), детство провела в Лос-Анджелесе (штат Калифорния).
В 2002 году Айс снялась в фильме Snoop Dogg’s Hustlaz: Diary of a Pim, который на церемонии AVN Award 2004 года получил награду «Самый продаваемый релиз года».
В 2007 году Айс снялась для журнала Penthouse. После годового перерыва она в июле 2008 года вернулась в порноиндустрию уже с новыми грудными имплантатами размера DD.
В 2012 году Айс Ла Фокс снялась ещё в одном фильме, получившем большое количество номинаций — Rack City: The XXX Movie. В этом фильме она выступила также в качестве продюсера и сорежиссёром. В нём она также исполнила роль не сексуального характера в сцене с рэпером Tyga, основанной на песне последнего.

## Награды и номинации
- 2004 номинация на AVN Award — Лучшая сцена лесбийского секса, видео — Hustlaz: Diary of a Pimp (Hustler Video) с Мией Смайлз, Холли Холивуд и Ди[21]
- 2007 AVN Award — Лучшая сцена орального секса, фильм — Fuck (Wicked Pictures) с Эриком Мастерсоном, Томми Ганом, Маркусом Лондоном и Марио Росси[22]
- 2007 номинация на AVN Award — Лучшая парная сцена, видео — Darker Side of Sin 3 (1st Strike) с Тайлером Найтом[23]
- 2007 номинация на FAME Award — Любимая задница[24]
- 2013 номинация на AVN Award — Лучшая сцена орального секса — Rack City XXX (Tyga/Hush Hush) с Гаваной Джинджер[17][18][19][25]